# Freedom (canción de DJ BoBo)
«Freedom» (en español: Libertad) es una canción de eurodance del artista suizo DJ BoBo, lanzada en septiembre de 1995 como el cuarto y último sencillo de su segundo álbum, There Is a Party (1994).
Alcanzó el número cuatro en Suiza, la séptima posición en Austria y Finlandia y el puesto ocho en Alemania.

## Historia
Las cantantes femeninas son Lisa Noya y Natascha Wright.
En Alemania las ventas la hicieron acreedora del disco de oro. En el European Hot 100 Singles, alcanzó el puesto 15 en noviembre de 1995. Fuera de Europa, la canción alcanzó el número 93 en Australia.

## Videoclip
El vídeo musical fue dirigido por Frank Husmann-Labusga, quien también había realizado los videoclips de «Let the Dream Come True» y «There Is a Party».
DJ BoBo rapea siendo acompañado de catorce bailarines de ambos sexos, danzando entre agua, humo y fuegos artificiales. Mientras avanza se van revelando detalles, como que están en una fábrica y los bailarines tienen camisetas grabadas con la leyenda Freedom.
El vídeo se subió a YouTube de manera oficial en septiembre de 2008 y contaba más de 37.8 millones de reproducciones a junio de 2022.

## Popularidad
| Lista (1995)                       | Posición |
| ---------------------------------- | -------- |
| Australia (ARIA Charts)            | 93       |
| Austria (Ö3 Austria Top 40)        | 7        |
| Europa (Eurochart Hot 100)         | 15       |
| Finlandia (OFC)                    | 7        |
| Alemania (Media Control Charts)    | 8        |
| Países Bajos (Dutch Top 40)        | 21       |
| Países Bajos (Mega Single Top 100) | 22       |
| Suecia (Sverigetopplistan)         | 31       |
| Suiza (Schweizer Hitparade)        | 4        |

| Lista (1995)                      | Posición |
| --------------------------------- | -------- |
| Europa (Eurochart Hot 100)        | 57       |
| Alemania (Official German Charts) | 60       |
| Países Bajos (Dutch Top 40)       | 155      |
| Suiza (Schweizer Hitparade)       | 44       |

## Crítica
La revista paneuropea Music & Media elogió la canción por: «su estribillo pegadizo y (...) melodía reconocible al instante». En su reseña del álbum There Is a Party, la canción se consideró: «la mejor apuesta de un jugador».